# Xylindein
Xylindein je pigment, dimerický derivát naftochinonu, který je produkován houbami rodu zelenitka (zelenitka měděnková, aj.). Xylindein zapříčiňuje zelené zbarvení dřeva, které je napadeno těmito houbami.

## Etymologie
Tento pigment byl poprvé extrahován v roce 1868 Paulem Thénardem ze dřeva. Připomínal indigo, proto jej nazval xylindéine. Kombinace xyl- (dřevo) a indé (indigo) + -ine.